# Sogni erotici di Cleopatra
Sogni erotici di Cleopatra è un film del 1985 diretto da Rino Di Silvestro.

## Trama
Cesare porta la regina egizia Cleopatra a Roma.